# Śmiecin
Śmiecin – północno-zachodnia część miasta Ciechanowa w Polsce, w województwie mazowieckiem, w powiecie ciechanowskim. Rozpościera się w rejonie ulicy Śmiecińskiej.

## Historia
Śmiecin to dawniej samodzielna miejscowość, należąca od reformy gminnej w 1867 roku do gminy Nużewo w powiecie ciechanowskim w guberni płockiej. Od 1919 w woj. warszawskim, gdzie 20 października 1933 został podzielony na gromady (sołectwa) Stary Śmiecin i Śmiecin Kolonia w gminie Nużewo.
Po II wojnie światowej należał do gminy Nużewo w powiecie ciechanowskim w województwie warszawskim, obejmując trzy z jej 33 gromad (ze Starego Śmiecina wyodrębniono trzecią gromadę Śmiecin Nowy). W związku z reformą administracyjną kraju jesienią 1954 wszedł w skład gromady Pęchcin (oprócz Nowego Śmiecina, który włączono w całości do Ciechanowa). Po zniesieniu gromady Pęchcin 1 stycznia 1958 wszedł w skład nowo utworzonej gromady Ciechanów, gdzie przetrwał do końca 1972 roku, czyli do kolejnej reformy administracyjnej. 1 stycznia 1973 wszedł w skład nowo utworzonej gminy Ciechanów, oprócz 120 ha, które włączono do Ciechanowa.
Od 1 czerwca 1975 znajdował się w województwie ciechanowskim. 1 sierpnia 1977 prawie w całości (306,41 ha) włączony do Ciechanowa.